# Vera Moukhina
Pour les articles homonymes, voir Moukhina.
Vera Ignatievna Moukhina (en russe : Вера Игнатьевна Мухина), née le 1er juillet 1889 à Riga (Lettonie) et morte le 6 octobre 1953 à Moscou (Union soviétique), est une sculptrice soviétique,, considérée comme l'une des plus grandes sculptrices de l'ère soviétique.

## Biographie
Vera Ignatievna Moukhina est issue d'une famille de négociants russes aisée de Riga. Son père possédait une boulangerie et quelques biens immobiliers en ville. Elle a été baptisée à l'Église de l'Annonciation de Riga, alors capitale du gouvernement de Livonie. Quand elle a onze mois, sa mère décède de la tuberculose. Inquiet pour la santé de ses filles, le père déménage avec sa famille en Crimée (gouvernement de Tauride). C'est là que Vera Moukhina passe son enfance de 1892 à 1904, à Théodosie, au bord de la mer ; elle y reçoit sa première éducation artistique. Très tôt, elle s'intéresse au dessin. Juste après avoir terminé le lycée, son père meurt. Ses sœurs et elle sont confiées à deux oncles qui les emmènent à Moscou poursuivre leurs études : elle apprend le dessin auprès des célèbres peintres Constantin Juon et Ilia Machkov.
En 1912, elle se casse le nez. Mal soignée par les médecins locaux, elle se rend à Paris pour se le faire réparer. Elle profite de son séjour pour assister aux cours du sculpteur français Antoine Bourdelle, disciple d'Auguste Rodin, à l'Académie de la Grande Chaumière ; elle est l'une de ses meilleures élèves. Elle continue son exploration de l'art et de la sculpture en Italie.
En 1914, durant la Première Guerre mondiale, elle rentre en Russie et travaille pendant trois ans comme infirmière. C'est durant cette période qu'elle rencontre son futur époux, Alexeï Zamkov, chirurgien et chercheur en endocrinologie ayant contracté le typhus ; elle le soigne. Ils s'épouseront quatre ans plus tard, et un fils naît de leur union.
Son mari étant malmené par les autorités pour ses recherches en laboratoire, Vera Moukhina et son époux décident de fuir à l'étranger en train ; arrivés en Ukraine, ils sont rattrapés par la police à Kharkov, ramenés à Moscou et consignés dans la ville de Voronej. Vera Moukhina décide alors de reprendre ses activités artistiques. Dans les années 1926-1927, elle enseigne à l'école technique d'art et d'artisanat (en russe : Кустарно-художественный техникум). En 1938, son mari est interdit de recherches ; il meurt en 1942 après plusieurs attaques cardiaques, ce qui anéantira son épouse.
En 1943, Vera Moukhina reçoit le prix d'Artiste du peuple de l'URSS. Elle devient membre actif de l'Académie des Beaux-Arts de l'URSS. Après la seconde guerre, elle contribue au développement de la sculpture monumentale et du portrait soviétiques ainsi qu'au projet léninien de propagande monumentale (en). L'on peut parler, à propos de son œuvre, d'art officiel.
Sa sculpture la plus célèbre est L'Ouvrier et la Kolkhozienne, une œuvre gigantesque érigée à Paris lors de l'Exposition universelle de 1937. Plusieurs autres œuvres monumentales de Vera Moukhina sont également célèbres : la statue de Tchaïkovski érigée à Moscou en 1945, le monument à Maxime Gorki (1943), le groupe sculpté Nous exigeons la paix ! (1950).
Vera Moukhina a travaillé à d'autres formes artistiques, en créant notamment des décors pour le théâtre ainsi que des costumes de théâtre, en association avec Aleksandra Ekster, Evguenia Pribylskaïa et Nadejda Lomanova. Elle a également touché aux arts décoratifs, avec la création en 1940 de verres à facettes et des lignes de vêtements.
Elle a également sauvé de la démolition le Monument de la Liberté à Riga, mémorial érigé en 1935 en l'honneur des soldats morts au combat durant la guerre d'indépendance de la Lettonie (1918-1920), menacé de destruction après l'annexion de la Lettonie par l'Union soviétique en 1940.
Elle meurt en 1953 à l'âge de 64 ans. Elle est enterrée avec son mari au cimetière de Novodevitchi dans les faubourgs de Moscou. Sur la pierre tombale, celui-ci avait choisi pour épitaphe : « J'ai fait tout ce que j'ai pu pour le peuple ». Vera Moukhina fera ajouter sous l'inscription : « Moi aussi. »

### L'Ouvrier et la Kolkhozienne, son œuvre maîtresse

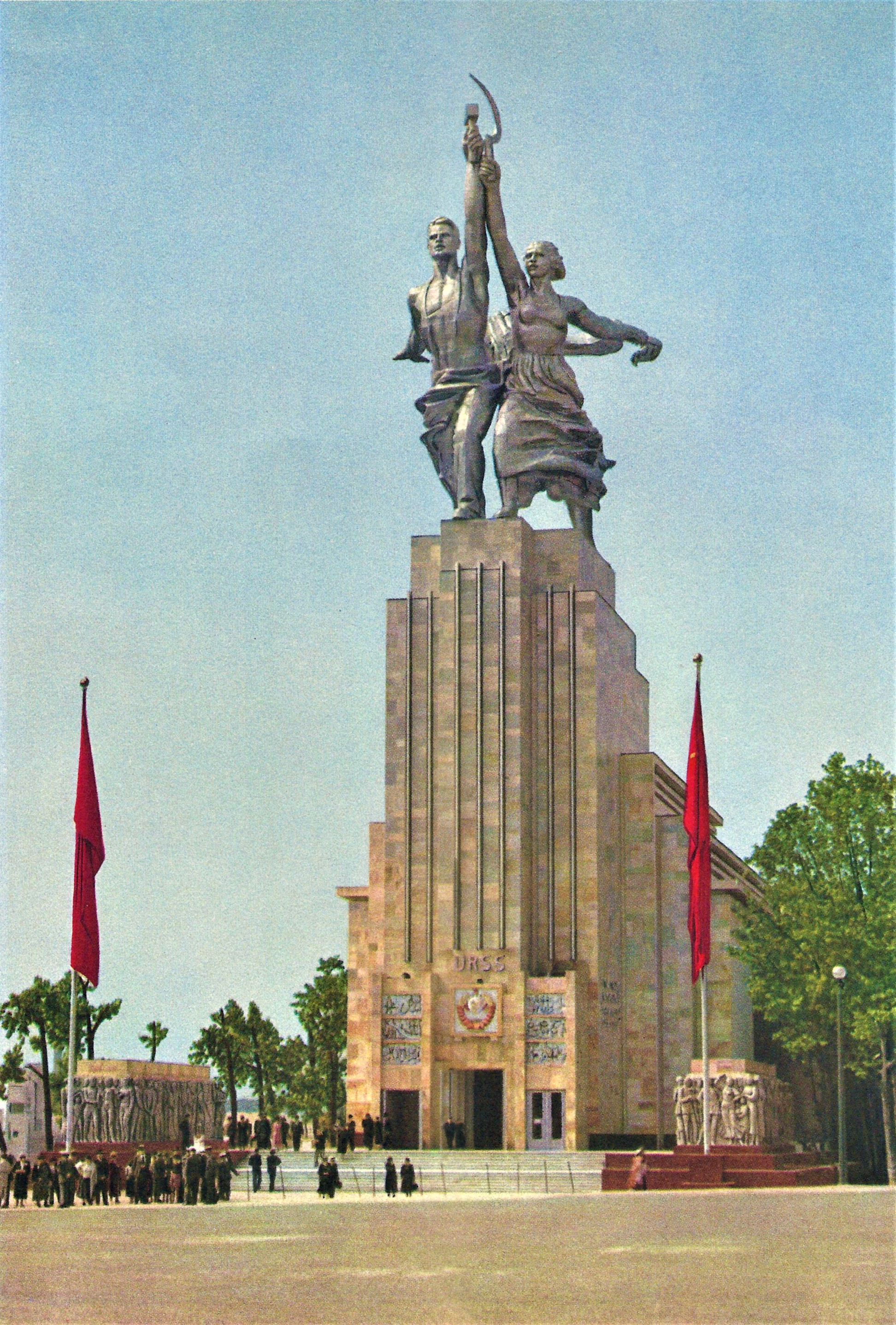
L'Ouvrier et la Kolkhozienne au sommet du pavillon de l'URSS lors de l'Exposition universelle de 1937 à Paris (photo originale colorisée).

Statue colossale qui représente un ouvrier et une paysanne aux bras levés et joints, brandissant un marteau et une faucille, objets symboles de l'Union soviétique communiste, L'Ouvrier et la Kolkhozienne a été la pièce maîtresse de l'Exposition universelle de 1937 qui s'est tenue à Paris. La sculpture était érigée sur le toit du pavillon de l'Union soviétique. Haute de 25 mètres et pesant 80 tonnes, elle est composée de plaques en acier chromé inoxydable soudées sur une ossature en bois. C’était alors la première sculpture en soudure du monde. Œuvre du courant du réalisme socialiste soviétique, elle se voulait le « symbole de la nouvelle société ». Elle est actuellement exposée de façon permanente à Moscou, à l'entrée du Centre panrusse des expositions.

## Sculptures de Vera Moukhina
À Moscou
- Statue de bronze La Flamme de la Révolution (1922) ;
- Statue de bois Youlia (1925) ;
- Sculpture Le Vent (1926) ;
- Sculpture La Paysanne (1927), dans la Galerie Tretiakov ;
- Sculpture de la ballerine russe Marina Semenova ;
- Statue Femme ouzbèke à l'urne (1933) ;
- Sculptures en bronze Fécondité (1934) et Pain (1939), dans la parc de L'Amitié entre les peuples ;
- Groupe sculpté L'Ouvrier et la Kolkhozienne (1937), au Centre panrusse des expositions ;
- Buste en bronze du pilote d'essai Vladimir Kokkinaki (1939), détenteur de records mondiaux en aéronautique ;
- Statue La Partisane (Guerilla Girl) (1942) ;
- Buste en bronze du colonel Barii Youssoupov (1942) ;
- Buste en bronze du colonel IL Khijniak (1942) ;
- Buste en bronze de l'ingénieur Alexeï Krylov ;
- Groupe sculpté Nous exigeons la paix ! dans le parc des arts Muséon de Moscou (1950) ;
- Statue Une fille (1951), à l'Université d'État de Moscou ;
- Sculpture Science, dans le bâtiment de l'Université d'État de Moscou ;
- Sculptures Terre et Eau (autre nom : La Mer), à Loujniki ;
- Sculpture de Tchaïkovski, au Conservatoire Tchaïkovski de Moscou (1954) ;
- Monument à Maxime Gorki, à la gare de Biélorussie ;
- Monument à Maxime Gorki, à l'Institut de littérature Maxime-Gorki ;
- Statue Mineur au repos ;
- Statue Les dons de l'eau ;
- Statue Le Fondeur d'acier, à Magnitogorsk ;
- Buste en bronze du réalisateur Alexandre Dovjenko ;
- Sept pierres tombales au cimetière de Novodevitchi, dans les faubourgs de Moscou.

Dans d’autres villes
- Sculpture Farhad et Shirin (arch. KARAKIS IY) pour le complexe de Farkhad HPP ;
- Monument Maxime Gorki à Nijni Novgorod (1952) ;
- Sculpture Mir (1954), sur le toit du planétarium de Volgograd (il s'agit de la dernière création de Vera Moukhina).

## Prix et distinctions
- Prix Staline en 1941 pour le groupe sculptural L'Ouvrier et la Kolkhozienne ;
- Prix Staline en 1943 pour les portraits sculptés des colonels Barii Yusupov et IL Khijniak (1942) ;
- Prix Staline en 1946 pour le portrait sculpté de l'ingénieur Alexeï Krylov ;
- Prix Staline en 1951 pour Nous exigeons la paix ! ;
- Prix Staline en 1952 pour le monument à Maxime Gorki ;
- Artiste du peuple de l'URSS (1943) ;
- Ordre du Drapeau rouge du Travail (1938) ;
- Ordre de l'Insigne d'honneur (1945).

## Hommages

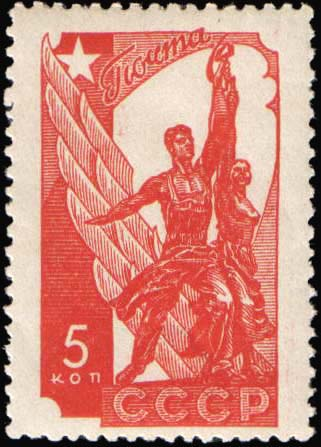
L'Ouvrier et la Kolkhozienne sur un timbre soviétique de 1938.

- Le cratère vénusien Mukhina a été nommé en son honneur[8].
- Plusieurs timbres à l'effigie de Vera Moukhina ou de ses œuvres ont été émis en URSS dès 1938.
- Plaque commémorative apposée en novembre 1956 sur la maison Prechistensky, à Moscou, allée 5A : dans cette maison Vera Moukhina a vécu et travaillé de 1947 à 1953.
- Musée Vera Moukhina à Feodosia en Crimée (Ukraine) inauguré en 1985[9].
- Musée Vera Moukhina à Riga (Lettonie) au no 23/25 rue Tourgueniev, sis dans la maison où est née l'artiste.
- Rue Vera Mukhina dans la ville de Klin, près de Moscou[10].

## Sources
- (en) A sculptor's thoughts, traduit du russe en anglais par Fainna Solasko, Moscou, Foreign Language Publishing House, 1957.
- (en) Galerie des sculptures de Vera Moukhina